# Liga Premier de Kabul
La Liga Premier de Kabul era la primera división de fútbol en Afganistán, la cual fue creada en el año 1947 como el objetivo de darle fogueo a la selección nacional.

## Historia
La liga fue creada en el año 1947 y desde el principio contó con la participación de 12 equipos, principalmente de la capital Kabul, y los partidos se jugaban en días diferentes porque varios clubes participantes compartían sede.
En el año 2013 el torneo fue descontinuado para dar más apoyo a la Liga Premier de Afganistán.

## Participantes 2010/11
- Ferozi FC (Kabul)
- Ordu Kabul FC (Kabul)
- Khurasan Kabul FC (Kabul)
- Seramiasht FC (Kabul)
- Esteqlal FC (Kabul)
- Javan Azadi Kabul FC (Kabul)
- Javan Minan Kabul FC (Kabul)
- Pamir Kabul FC (Kabul)
- Hakim Sanayi Kabul FC (Kabul)
- Shooy Kabul FC (Kabul)
- Solh Kabul FC (Kabul)
- Maiwand Kabul FC (Kabul)
- Sabawoon Kabul FC(Kabul)

## Ediciones anteriores
- 1946: Ariana Kabul FC
- 1947: Ariana Kabul FC
- 1948: Ariana Kabul FC
- 1949: Ariana Kabul FC
- 1950: Ariana Kabul FC
- 1951: Ariana Kabul FC
- 1952: Ariana Kabul FC
- 1953: Ariana Kabul FC
- 1954: Ariana Kabul FC
- 1955: Ariana Kabul FC
- 1956-1994: desconocido
- 1995: Karlappan
- 1996: desconocido
- 1997-1998: Maiwand Kabul FC
- 1999-2002: desconocido
- 2003: Red Crescent Society
- 2004: Ordu Kabul FC
- 2005: Ordu Kabul FC
- 2006: Ordu Kabul FC
- 2007: Ordu Kabul FC
- 2008: Cancelada por la guerra, Hakim Sanayi Kabul FC fue declarado campeón
- 2009: Kabul Bank FC
- 2010: Ferozi FC
- 2011: Big Bear FC
- 2012: Ferozi FC
- 2013: Big Bear FC